# 茅根氏

家紋 二つ巴
家紋 丸に違い鷹の羽

茅根氏（ちのねし）は、日本の氏族。

## 概要
常陸国久慈郡（現在の茨城県）に興った日本の武家。本姓は藤原氏。家系は鎮守府将軍藤原秀郷の末裔小野崎氏の庶家にあたる。茅根城主の家柄。。庶流には小野瀬氏がある。家紋は二つ巴、丸に五三桐、丸に違い鷹の羽。
小野崎氏より最初に分出した氏族であって、本来の小野崎氏族といえる。

## 茅根氏の歴史
茅根氏は従四位下鎮守府将軍藤原秀郷を祖とする武門小野崎氏の庶家である。秀郷より8代通盛は常陸国久慈郡小野崎村に家を興し、小野崎通長の次男通景が、茅根大和守を称して、茅根氏を興した。代々、茅根城主次いで大橋城主を世襲するとともに諱は小野崎一門の通字でもある「通」の字を以って充て、受領名には茅根氏初代　通景の称した大和守や尾張守、修理亮を名乗った。
以来、茅根氏は常陸に土着する武士として守護の佐竹氏や本家で常陸守護代 小野崎氏、同じく常陸守護代 江戸氏に仕えて戦功を重ねた。佐竹家臣たる茅根氏としては文亀2年（1502年）8月15日、源姓たる主家 佐竹氏に異姓たる藤姓上杉氏からの入婿に反対する山入氏に加担し、主家に反抗して討ち死にした武将として茅根九郎三郎の名が見えるが、その後も茅根氏は佐竹家臣として続いており、佐竹義重御家門衆に茅根兵庫、久慈郡西東衆に30貫取りの武士として茅根七郎などが見える。
また、小野崎氏に仕えた茅根氏は大森氏をはじめ、瀧氏、天龍氏、石佐氏、波氏、赤須氏などとともに小野崎通経の家老に列せられた。江戸氏家臣としては中利員村に260貫を領する部将として茅根内膳の名が見える。
佐竹氏の秋田転封に際しては秋田に動向した者と常陸国に留まり、後に常陸国に留まった家系からは後に水戸徳川家に仕官した者、士分を得ず神官などをした者などに別れた。

## 茅根氏系譜
茅根氏の系譜には大きく二流あり家祖 茅根大和守通景の長男 大和守通茂の系統と次男 孫三郎通久の系統があり、子孫これよりさらに分かれる。
```
系譜 小野崎通長－茅根大和守通景－大和守通茂－河内守通利－通村
```

```
系譜 小野崎通長－茅根大和守通景－孫三郎通久－通頼－大和守通宗－尾張守通吉－尾張守、与三郎通康－修理亮通基－修理亮通滋－大和守通親…
```

## 秋田藩士 茅根氏
- 茅根通正流

秋田藩士となった茅根氏の家系に通正の系統が確認される。
```
系譜　茅根通正一通忠―通重一通安一靭負通胤
```

- 茅根通次流

通正流の分家。茅根通次の代に佐竹氏の秋田転封に随行し、仙北郡角館に住まう。
```
系譜　茅根通次―通重―季通―通宣
```

## 水戸藩士 茅根氏
水戸藩士となった家系からは、後に幕末の志士で徳川慶喜の将軍職就任など国事に奔走した水戸藩小姓頭取　贈正四位茅根伊予之介をはじめ水戸天狗党の乱に従軍した茅根貞贇、茅根次衛門、茅根多門、茅根貞蔵、茅根鎌之介、茅根八十太夫、茅根寅三郎らの志士が輩出された。
```
系譜 茅根伊左衛門為俊―贈正四位伊予之介泰―熊太郎
```

### 尊王志士・義民一覧
- 茅根伊予之介 - 幕末の水戸藩小姓頭取。幕譴を受けた徳川斉昭の宥免運動及び戊午の密勅に関与し、死罪。贈正四位。靖国神社合祀[14]。
- 茅根貞贇 - 宍戸藩士。慶応2年(1866年)9月5日獄死。享年18。靖国神社[16]。
- 茅根次衛門 - 常陸国那珂郡大宮村百姓。天狗党に加わるも下野国に隠れ捕縛。元治元年(1864年)2月5日、行方郡茂木で斬。享年32。靖国神社合祀[17]。
- 茅根多門 - 諱は道豊。那珂郡村松に在住、同郡堤村吉田社祠官目見格。慶応3年(1867年)下総国高岡で獄死。享年42。靖国神社合祀[18]。
- 茅根貞蔵 - 常陸国久慈郡大和田村の百姓。幸介信親と同一人物か。元治元年(1864年)9月29日天狗党の与党として斬、梟。享年39[19]。
- 茅根寅三郎 - 諱は義則。祐筆。天狗党に加わり、元治元年(1864年)10月16日、享年46。靖国神社合祀[20]。